# جابه‌جاگر جریان

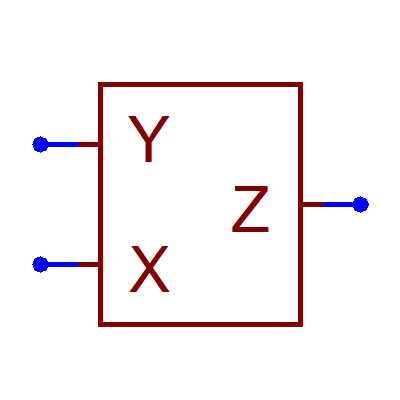
جابه‌جاگر جریان

جابجاگر جریان جداسازی برای یک قطعه الکترونیکی آنالوگ سه ترمینال است. این نوعی تقویت‌کننده الکترونیکی با بهره واحد است. سه نسخه از نسل قطعه‌های ایده‌آل، CCI ,CCII و CCIII وجود دارد. در صورت پیکربندی با سایر عناصر مدار، جابجاگرهای جریان واقعی می‌توانند بسیاری از کارکردهای پردازش سیگنال آنالوگ را انجام دهند، به طریق مشابه با تقویت‌کننده‌های عملیاتی و مفهوم ایده‌آل تقویت‌کننده عملیاتی استفاده می‌شود.

## تاریخ
هنگامی که سدرا و اسمیت برای اولین بار جابجاگر جریان را در سال ۱۹۶۸ معرفی کردند، مشخص نبود که مزایای این مفهوم چه خواهد بود. ایده تقویت‌کننده عملیاتی از دهه ۱۹۴۰ به خوبی شناخته شده بود و تولیدکنندگان مدار مجتمع بهتر توانستند از این دانش گسترده در صنعت الکترونیک استفاده‌کنند. پیاده‌سازی جابجاگر جریان یکپارچه معرفی نشده بود و آپ-امپ به‌طور گسترده‌ای پیاده‌سازی می‌شد. از اوایل سال ۲۰۰۰، پیاده‌سازی مفهوم جابجاگر جریان، به ویژه در پروژه‌های بزرگتر VLSI مانند تلفن‌های همراه، ارزشمندیش به اثبات رسیده‌است.

## مزایای
جابجاگرهای جریان می‌توانند حاصل ضرب بهره در پهنای‌باند بهتری را نسبت به آمپ-امپ‌های قابل مقایسه تحت هر دو حالت سیگنال کوچک و بزرگ ارائه دهند. در تقویت‌کننده‌های ابزاردقیق، بهره آنها به تطبیق جفتی اجزای خارجی بستگی ندارد، فقط به مقدار مطلق یک عنصر مدار منفرد بستگی دارد.